# 邓发
邓发（1906年3月7日—1946年4月8日），原名邓元钊，男，广东云浮人，中國共產黨前期領導人之一。
邓发早年曾参与省港大罢工和广州起义，后来在广州和香港從事中國共產黨的地下工作，曾經担任中共广州和香港市委书记、中共广东省委组织部部长。於1931年进入苏区后，担任中共闽粤赣边区特委书记、国家政治保卫局局长、陕甘支队第三纵队政治委员等职，负责秘密警察事务，有“中国的捷尔任斯基”之称，参与长征。中國抗日战争期間，擔任中共驻新疆代表、中共中央党校校长及中共中央职工运动委员会书记等职。1946年，因為飞机失事遇难。

## 生平

### 早年生涯
1912年，邓发入归庵书堂读书。1915年迁开平县水井墟古劳村。1916年返云浮，读私塾。1917年夏东明小学插班二年级。1919年转城西小学。参加五四运动。1921年辍学到广州在东区公安局做勤杂，西湖路公益祥旅店当茶房。冬到香港，太古船坞轮船上当厨工，参加海员工会和洋务工会，后在苏兆征影响下投身工人运动。1922年香港海员大罢工爆发后积极参加工会工作。
1925年6月省港大罢工时回广州。7月任罢工工人代表大会代表，罢工委员会工人纠察队队长，罢工委员会宣传部宣传队小队长。1925年10月由苏兆征介绍加入中国共产党，任支部组织干事，西业总工会常委兼中共党支部书记。1926年7月入国民党，任国民党广东省党部北伐青年工作队队长，参加支援北伐战争工作。1927年4月任中共广东油业工会支部书记。后到香港。11月回广州为广州起义准备工作。12月11日参加广州起义，任第5区副指挥兼5区工人赤卫队队长，5区暴动委员会委员。起义失败后按组织指示回到老家。

### 第一次国共内战时期
1928年春，邓发赴香港，任中共太古船坞支部书记，香港市委组织部部长。秋任广东省委委员兼全国总工会南方代表，香港工人代表会议主席。冬任香港市委书记，广东省委职委书记，在此期间被捕，后被营救出狱。1929年任广州市委书记。不久任香港市委书记，广东省委委员兼香港市委书记，并创建了中共中央特科香港分部。1930年春任广东省委组织部部长兼香港市委书记。夏任江西省委（白区）书记。组织被破坏后被捕，出狱之后返上海组织部工作。

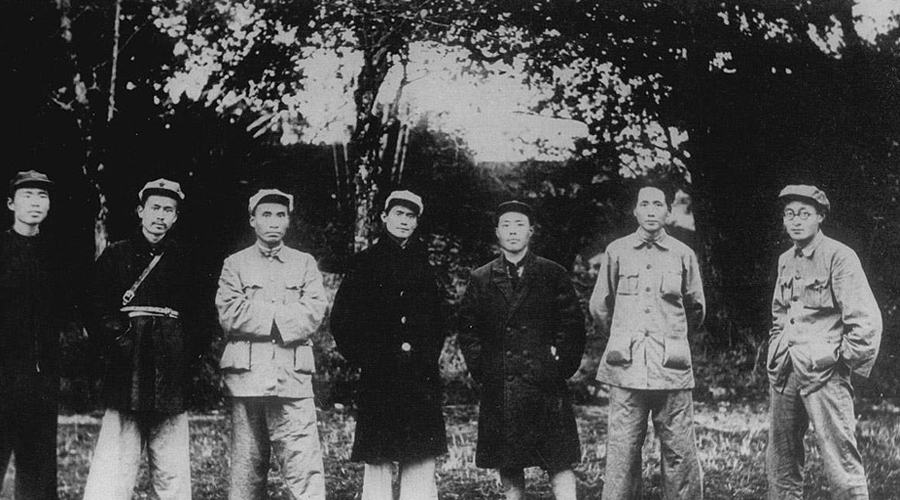
1931年11月中共苏区中央局委员合影，依次为顾作霖、任弼时、朱德、邓发、项英、毛泽东、王稼祥

1930年9月，邓发在中共六届三中全会上当选中央委员。1930年2月到粤东大南山任和军事委员会主席。1931年1月初，红十二军召开纪念李卜克内西、卢森堡、列宁大会，有十几名红军指战员由于不了解第二国际与第三国际的区别，在会上呼喊“拥护第二国际”、“社会民主党万岁”，邓发便毫不犹豫地发动了“肃社民党”运动，并进一步导致闽西肃反扩大化。1931年4月任苏区中央局委员。7月任中华苏维埃中央革命军事委员会政治保卫处处长。11月任中华苏维埃共和国中央政府执行委员会委员，中华苏维埃共和国临时中央政府国家政治保卫局局长。1934年1月在中共六届五中全会上当选中央政治局候补委员。2月任中华苏维埃共和国中央政府执行委员会委员，中央政府主席团成员，国家政治保卫局局长，负责秘密警察事务，有“中国的捷尔任斯基”之称。长征开始前，邓发因邱会作了解当时红军的机密情况，便决定将其就地处决。但邱会作找到了周恩来和叶季壮，并向他们求情。最终，邱会作参加了长征。
1934年10月，邓发随中央紅軍参加长征，任军委第二纵队副司令员兼副政治委员。1935年1月，邓发参加遵义会议，在会上支持毛泽东的主张。此后，邓发又担任陕甘支队第三纵队政治委员，并随军到达陕北。1936年，邓发秘密前往西安，安排美国记者斯诺进入苏区。

### 抗日战争时期
1936年，邓发被派往莫斯科，任中共驻共产国际代表，次年9月回到新疆，任中共驻新疆代表、八路军驻新疆办事处主任，负责对新疆军阀盛世才进行统战工作，并组建新疆航空队。1939年夏，邓发因伤回到延安，担任中共中央党校校长。1940年1月兼《中国工人》月刊编辑委员。2月兼延安各界宪政促进会理事，工人宪政促进会筹备委员。1940年5月至1942年秋兼中共中央职工运动委员会书记，负责领导工人运动。1943年3月兼中央民运工作委员会书记。1945年4月任中国解放区职工联合会筹备委员会主任。在此期间，邓发促成了邓小平和卓琳的婚姻。
1945年中共七大时，毛泽东到张闻天处征求对中委组成的意见，对张闻天夫人刘英说，你也是三朝元老了，有什么意见也可以说。刘英说，别人我都没意见，就是邓发不能进中委，他杀人太多。结果，邓发没有当选中央委员。此后，邓发继续担任中央职工运动委员会书记。

### 死亡
1945年9月，邓发前往法国巴黎，出席世界工会代表大会和第二十七届国际劳工大会。1946年1月，邓发返抵重庆。1946年4月8日，邓发与叶挺、秦邦宪等人同机自重庆飞往延安，途中飞机失事遇难，后被中共追认为革命烈士。

### 引用
1. ↑  .   [2015-02-09]. （原始内容存档于2015-02-09）.
2. ↑  万建强.中国的捷尔任斯基——邓发.《党史天地》2000年第4期
3. ↑  韩三洲. . 凤凰网. 2012-05-10  [2015-02-09]. （原始内容存档于2020-04-12）.
4. ↑  .   [2015-02-09]. （原始内容存档于2016-03-04）.
5. ↑  . 和讯网. 2011-11-08. （原始内容存档于2015-02-09）.
6. ↑  刘晓星、周祚、谭秋明. . 网易. 2009-07-29  [2015-02-09]. （原始内容存档于2015-02-09）.
7. ↑  《何方谈史忆人》159页，世界知识出版社
8. ↑  朱学范，中国国民党革命委员会中央委员会，2008-09-27 的存檔，存档日期2009-07-21.
9. ↑  . 中国人民大学书报资料社. 1997: 155.
10. ↑  . M.E. Sharpe. 1989: 120.
11. ↑  . Progress Publishers. 1979: 184.

### 网页
- 永远的丰碑·邓发 （页面存档备份，存于）
- 中国的捷尔任斯基-邓发 Archive.today的存檔，存档日期2002-09-20 (Archive （页面存档备份，存于）)